# Jugoslávský dinár

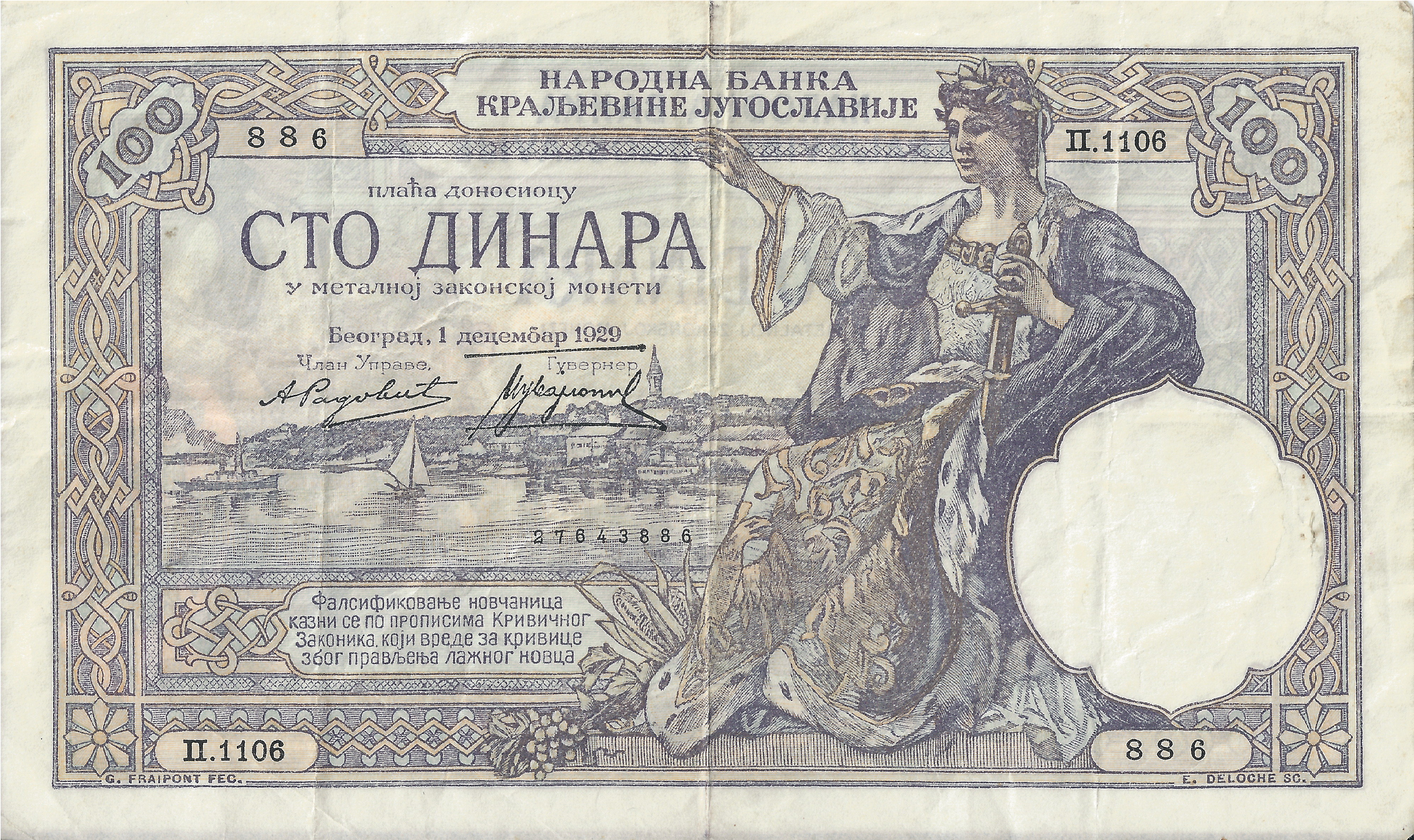
100 dinárů z roku 1929

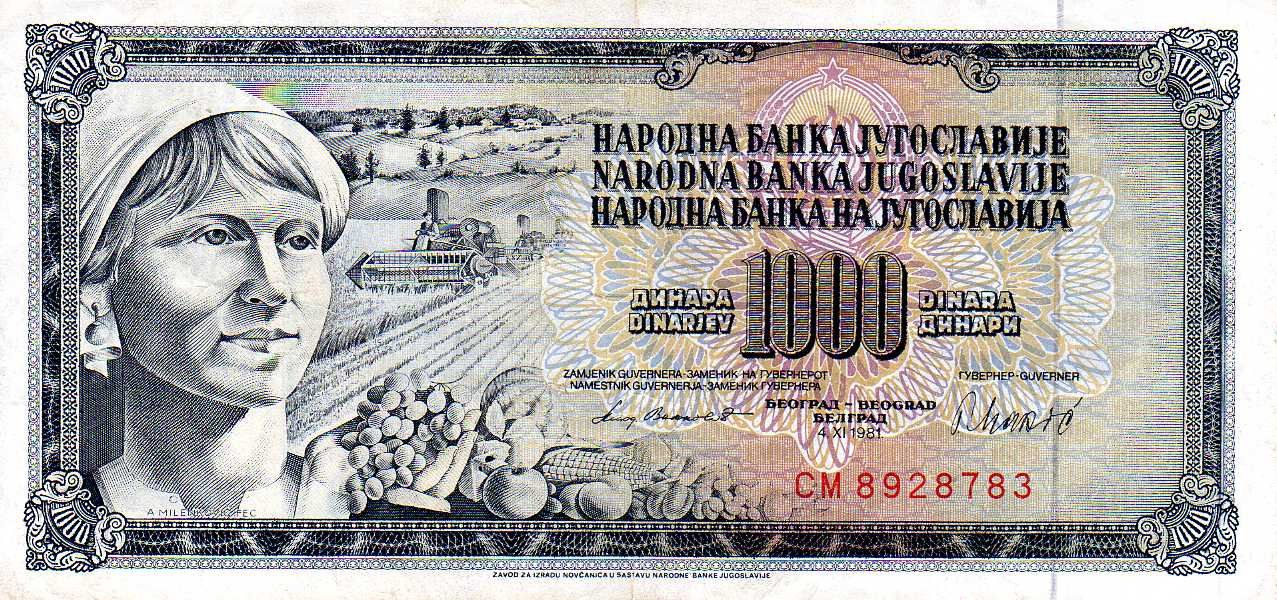
1000 dinárů – vydáno v roce 1981

Jugoslávský dinár je měnová jednotka bývalé Jugoslávie (Království Jugoslávie, Socialistické federativní republiky Jugoslávie a Svazové republiky Jugoslávie)

## Vznik a vývoj
Dinár byl původně platidlem Srbska a po ustanovení Státu Srbů, Chorvatů a Slovinců začal platit na celém území země. Na územích, která před ustanovením státu patřila pod Rakousko-Uhersko, se zprvu používala jugoslávská koruna (v podstatě to byly mince a bankovky rakousko-uherské koruny, ale z politických důvodů s názvem jugoslávská koruna). Dinár se směňoval s korunou v poměru 1 dinár = 4 koruny. Během 2. světové války a dočasného rozpadu země byla v Chorvatsku ustanovena kuna, zatímco v Srbsku dále dináry platily. Na území Jugoslávie byl dinár znovu zaveden v dubnu 1945, výměna peněz přitom posloužila také ke konfiskaci majetku – bylo povoleno zkonfiskovat až 70 % hodnoty přesahující 5 milionů dinárů.
K závěru 80. let spolu s ekonomickou a politickou krizí v zemi začala inflace, která se postupně měnila v hyperinflaci. Tu se pokoušelo řešit jugoslávské politické vedení; 1. ledna 1990 seškrtalo čtyři nuly a byly vydány nové bankovky. I přesto se však opět inflační spirála roztočila. Téhož dne se také stal dinár konvertibilním.
Slovinsko zavedlo tolar, Chorvatsko vlastní dinár, Bosna a Hercegovina také vlastní dinár (od roku 1998 platí v zemi konvertibilní marka) a Severní Makedonie denáry. Srbské obyvatelstvo v Chorvatsku a Bosně a Hercegovině zavedlo své vlastní nové měny, kterými se chtěli odlišit od Chorvatů resp. Bosňáků. Hyperinflaci se vláda Jugoslávie, která se nyní sestávala jen ze Srbska a Černé Hory snažila vyřešit měnovou reformou a fixací na německou marku. Ale i nové dináry, které v roce 1994 zavedla se znehodnotily. Roku 1999 je přestala používat i Černá Hora, nahradila je nejprve německou markou a později eurem. Dináry tak platí pouze v Srbsku jako srbské dináry.